# Computer Sciences Corporation
Computer Sciences Corporation (CSC) (NYSE: CSE) er en amerikansk it-virksomhed med hovedkvarter i Californien. Selskabet blev grundlagt i 1959 af Roy Nutt og Fletcher Jones. Pr. 2007 har CSC 79.000 ansatte over hele verden og pr. 2016 har de 1.100 ansatte i Danmark  efter købet af 75% af det daværende Datacentralen I/S af 1959 i 1996. Virksomhedens danske afdeling står blandt andet for driften af SKAT og politiets it-systemer.
CSC var tidligere sponsor for det professionelle cykelhold Team CSC og har i flere år været samarbejdspartner med Tour de France.

## Konflikt med PROSA
CSC er i en langvarig strid med fagforeningen PROSA. Konflikten startede i sommeren 2009 hvor overenskomsten mellem CSC og PROSA for cirka 700 ansatte udløb og man ikke kunne blive enige om en ny overenskomst. Virksomheden krævede at de ansatte ikke længere skulle have 23 måneders opsigelse og skulle gå 30 % ned i løn, hvilket blev afvist af PROSA. Da der ikke blev fundet en løsning lockoutede CSC 116 ansatte den 9. februar 2011, hvilket fik PROSA til at true med strejke. Den 1. juni 2011 begyndte strejken. Den 24. juni besluttede Arbejdsretten at CSC godt måtte droppe overenskomsten med PROSA. Efter Arbejdsrettens afgørelse meddelte CSCs direktør at medarbejdere der ikke skifter fra PROSA til HK-overenskomst vil blive fyret. Medarbejderne besluttede at genoptage arbejdet.

## Torturanklager og dom
Avisen The Guardian, samt andre publikationer, fastholder CSC's involvering i tortur begået af CIA. Ifølge aviser og blogs har CSC i denne sammenhæng stillet fly til rådighed for den amerikanske efterretningstjeneste. Dokumentation for CSC's medvirken til tortur er fremkommet i forbindelse med et søgsmål vedrørende kommercielle interesser mellem aktører i flyindustrien. Menneskerettighedsorganisationen Reprieve henvendte sig i marts 2012 til CSC med anmodning om at CSC underskrev deres "Zero Tolerance for Torture" Pledge. Computer Sciences Corporation afviste denne anmodning. I 2004 bistod CSC med den ekstraordinære udlevering af Khaled El-Masri. Den Europæiske Menneskerettighedsdomstol fandt senere at overgreb mod El-Masri blandt andet stred imod artikel 3. i den europæiske menneskerettighedskonvention, hvilken forbyder tortur.

## NSA-samarbejde
I 2001 indgik CSC kontrakt med NSA. Aftalen havde ifølge CSC selv en værdi af mindst 2,700,000,000 $ (Justeret for inflation,2015), med en potentiel værdi af 6,750,000,000 $ (justeret for inflation, 2015). NSA har gentagne gange udvidet kontraktens periode, som fortsat var igangværende ved start af 2015. En tysk undersøgelse viste i 2013 at CSC har hjulpet NSA med udvikling af digitale værktøjer til overvågning.

## Udlevering af data til den amerikanske regering
CSC er en amerikansk virksomhed og derfor underlagt den amerikanske FISA-domstol. Der har i dansk og udenlandsk sammenhæng været tvivl om hvorvidt CSC udleverer data fra kunde-lande til amerikanske buerauer eller organisationer.

## Læk og kritik af datahåndtering
Den 2. juli 2014 lækkede CSC 900.000 danskeres CPR-numre. Lækket skete i forbindelse med udlevering af den opdaterede Robinson-liste og firmaets manglende sanitering af dataen. De personfølsomme data tilhørte i denne sammenhæng 900.000 danskere som specifikt havde ønsket at begrænse brugen af deres personlige oplysninger. Ifølge avisen Information havde CSC ingen medarbejdere til at kontrollere indholdet af listen før den blev udleveret.
Firmaet er blevet kritiseret for at have et lavt niveau af data-sikkerhed. I en rapport om CSC konkluderer Forsvarets Efterretningstjeneste at myndighederne fremover bør ".. foretage  en  løbende  styring  af,  om  leverandøren lever op til kontrakten og styrer sikkerheden forsvarligt." Rapporten er udarbejdet i forlængelse af en undersøgelse af CSC efter at firmaet blev udsat for indbrud i dansk cpr-database, kørekortregister og politiets registre. Avisen Stiften kunne i denne sammenhæng rapportere at firmaet undlod at lukke sikkerhedshuller i deres mainframesoftware.